# Вышевичи
Выше́вичи (укр. Вишевичі) — село на Украине, основано в 1726 году, находится в Радомышльском районе Житомирской области.
Код КОАТУУ — 1825081801. Население по переписи 2001 года составляет 1538 человек. Почтовый индекс — 12214. Телефонный код — 4132. Занимает площадь 41,334 км².

## Адрес местного совета
12214, Житомирская область, Радомышльский р-н, с. Вышевичи, ул. Победы, 1